# (35495) 1998 FO32
1998 FO32 (asteroide 35495) é um asteroide da cintura principal. Possui uma excentricidade de 0.26811220 e uma inclinação de 11.01801º.
Este asteroide foi descoberto no dia 20 de março de 1998 por LINEAR em Socorro.